# Shangchuan
Shangchuan o Sancian (上川岛S) è un'isola costiera della Cina meridionale, nel mar Cinese Meridionale.

## Geografia
Amministrativamente parte del Guangdong, è la maggiore isola della provincia (dal 1988, quando Hainan è andata a costituire una provincia autonoma). Dista 14 km dalla terraferma; si estende su una superficie di 137,3 km² ed ha una lunghezza costiera di 217 km; la sua popolazione ammonta a circa 16 000 abitanti.

## Storia
Dal suo nome derivò quello di São João, datogli dai portoghesi. Il gesuita Francesco Saverio vi morì mentre tentava di entrare in Cina per allargare la sua opera missionaria.